# أبلدورن (بلدية)
آبلدورن (بالإنجليزية: Apeldoorn)‏ هي بلدية ومدينة بمقاطعة خيلدرلند بهولندا. آبلدورن هي مدينة هادئه واقعة في شرق هولندا في وسط منطقة الغابات المسماة ألفيلْوا. آبلدون يتبعها كمركز 10 قري و10 نجوع صغيرة يسمونها الأنوية. الغابات تحيط بها من كل الجوانب وهو الأمر الذي أكسبها طابع سياحي لمحبي الطبيعة والإسترخاء بعيداً عن المدن المزدحمة. لذا كانت المدينة وما زالت قبلة العائلة المالكة لقضاء الإجازات. القصر الملكي يعتبر الآن أكبر جاذباً للسياح هناك.
تعلم في آبلدورن وكبر فيها أيضاً العالم رونتجن مكتشف جهاز الكشف بالأشعة.
بها أيضاً أكبر حديقة للقرود في أوروبا وحديقة ملاهي كبيرة وأيضاً أستاد أولمبي كبير يقام فيه الكثير من البطولات وخصوصاً الكرة الطائرة وسباق الدراجات.
النشاط الاقتصادي: مدينة آبلدورن بها أكبر شركات الكومبيوتر في هولندا وأكبر شركة تأمينات. أيضاً بها أكاديمية الشرطة والبنك المركزي الهولندي ومؤسسة الضرائب الهولندية. أيضاً أكاديمية الإدارة تقع في مدينة قريبة لها.
الحياة الاجتماعية: مدينة آبلدورن معروفة بالهدوء الأمر الذي جعل الكثيرين يسمونها أكبر قرية في هولندا. وبسبب جمالها تسمي أيضاً لؤلؤة الفيلوا: المنطقة التي تشبه صعيد مصر بسبب تمسكها الديني. حيث يوجد الكثير من القرى في منطقة الفيلوا لم يدخلها التلفاز أو المقاهي حتي الآن بسبب التمسك الديني لسكان تلك القرى. أيضاً معروف عن المنطقة والمدينة تسامحهم تجاه الأجانب القادمين من دول العالم الثالث ومساعدتهم الدائمة لللأجئين. عمدتها السابق كان أيضاً رئيس مجلس الشيوخ لفترة طويلة نسبياً.

## طوبوغرافيا
خريطة طوبوغرافية هولندية لبلدية آبلدورن، سبتمبر 2014، (تقرأ بعد ثلاث نقرات على الخريطة).

## معرض الصور

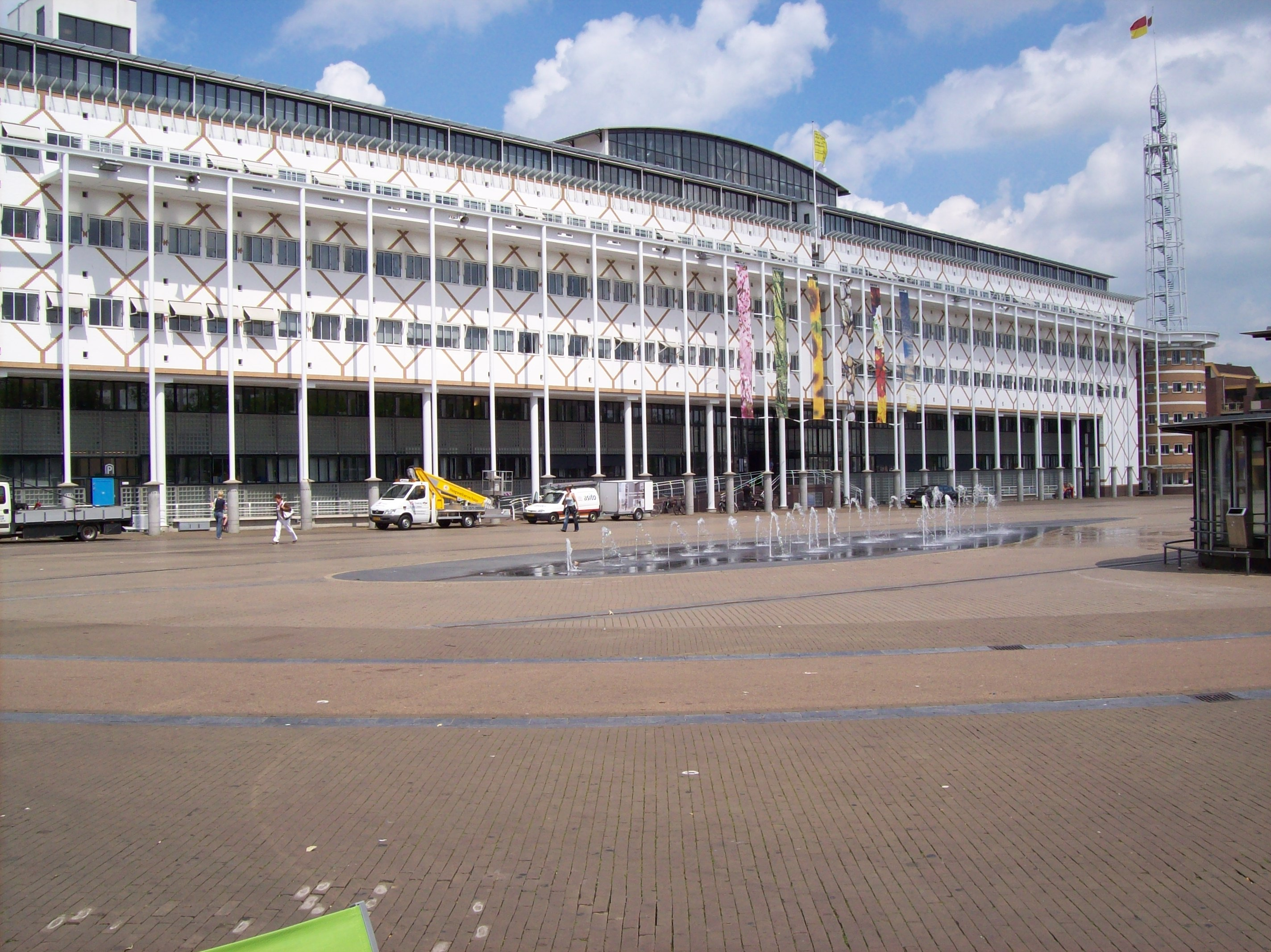
قاعة المدينة وساحة السوق
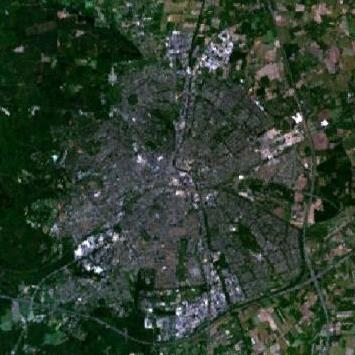
صورة فضائية للمدينة
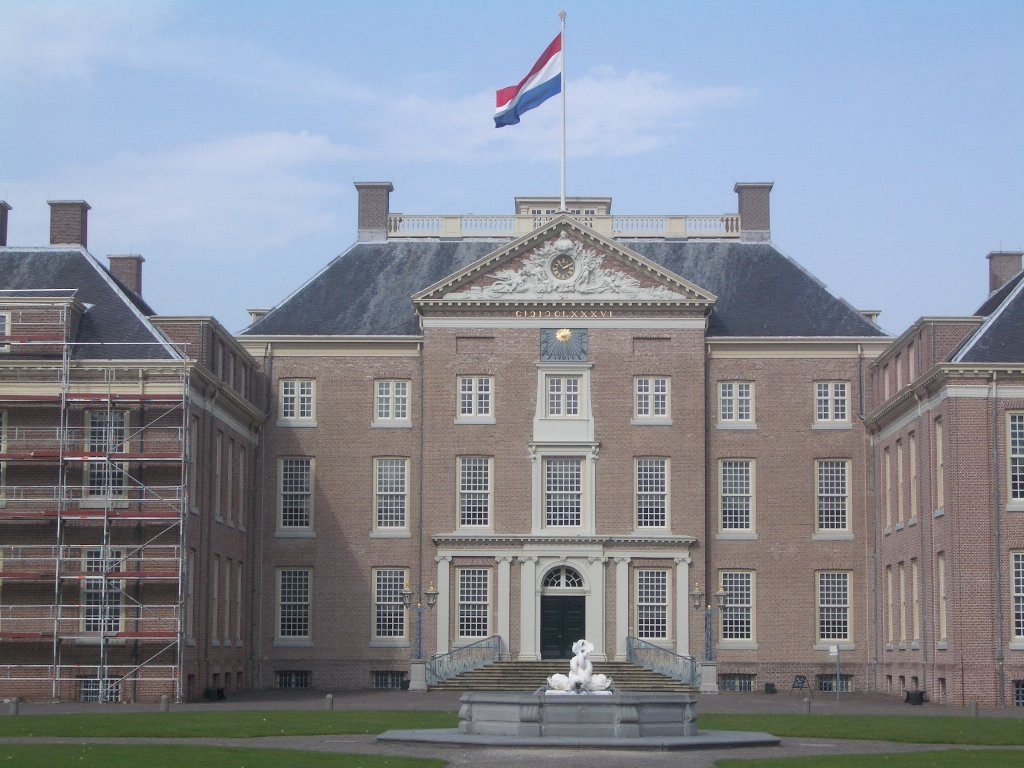
قصر "هيت لو" 'Het Loo'

## وصلات خارجية
- الموقع الرسمي (بالهولندية)